# Harry Nilsson (calciatore)
Harry Valfrid Nilsson, a volte riportato come Harry Walfrid Nilsson (Landskrona, 5 gennaio 1916 – Solna, 2 febbraio 1993), è stato un calciatore svedese, di ruolo difensore.

## Carriera

### Club
Tra il 1935 e il 1941 giocò per il Landskrona BoIS, club della sua città natale militante nella massima serie svedese.
Tra il 1941 e il 1951 giocò per il AIK, sempre nella massima serie svedese, contribuendo alla vittoria di due Coppe di Svezia.

### Nazionale
Tra il 1938 e il 1948 disputò 34 incontri per la nazionale svedese senza reti all'attivo.
Fece il suo esordio giocando titolare l'amichevole del 10 giugno 1938 contro la Lettonia. Il 9 giugno 1939 siglò una autorete nella gara contro la Finlandia valida per la Nordisk Mesterskap 1937-1947, vinta comunque dalla Svezia per 5-1.
Dal 7 luglio 1946, in occasione della gara contro la Svizzera, divenne capitano della nazionale; mantenne la fascia fino alla sua ultima gara con la Svezia, la partita contro la Norvegia disputata il 5 ottobre 1947. Tale incontro sancì la vittoria della Svezia nella Nordisk Mesterskap 1937-1947.

## Statistiche

### Cronologia presenze e reti in nazionale
| Cronologia completa delle presenze e delle reti in nazionale ― Svezia | Cronologia completa delle presenze e delle reti in nazionale ― Svezia | Cronologia completa delle presenze e delle reti in nazionale ― Svezia | Cronologia completa delle presenze e delle reti in nazionale ― Svezia | Cronologia completa delle presenze e delle reti in nazionale ― Svezia | Cronologia completa delle presenze e delle reti in nazionale ― Svezia | Cronologia completa delle presenze e delle reti in nazionale ― Svezia | Cronologia completa delle presenze e delle reti in nazionale ― Svezia |
| Data                                                                  | Città                                                                 | In casa                                                               | Risultato                                                             | Ospiti                                                                | Competizione                                                          | Reti                                                                  | Note                                                                  |
| --------------------------------------------------------------------- | --------------------------------------------------------------------- | --------------------------------------------------------------------- | --------------------------------------------------------------------- | --------------------------------------------------------------------- | --------------------------------------------------------------------- | --------------------------------------------------------------------- | --------------------------------------------------------------------- |
| 10-6-1938                                                             | Solna                                                                 | Svezia                                                                | 3 – 3                                                                 | Lettonia                                                              | Amichevole                                                            | -                                                                     |                                                                       |
| 2-6-1939                                                              | Solna                                                                 | Svezia                                                                | 3 – 2                                                                 | Norvegia                                                              | Amichevole                                                            | -                                                                     |                                                                       |
| 9-6-1939                                                              | Solna                                                                 | Svezia                                                                | 5 – 1                                                                 | Finlandia                                                             | Campionato nordico di calcio                                          | -                                                                     |                                                                       |
| 14-6-1939                                                             | Copenaghen                                                            | Norvegia                                                              | 1 – 0                                                                 | Svezia                                                                | Amichevole                                                            | -                                                                     |                                                                       |
| 17-9-1939                                                             | Aker                                                                  | Norvegia                                                              | 2 – 3                                                                 | Svezia                                                                | Campionato nordico di calcio                                          | -                                                                     |                                                                       |
| 1-10-1939                                                             | Solna                                                                 | Svezia                                                                | 4 – 1                                                                 | Danimarca                                                             | Campionato nordico di calcio                                          | -                                                                     |                                                                       |
| 29-8-1940                                                             | Helsinki                                                              | Finlandia                                                             | 2 – 3                                                                 | Svezia                                                                | Amichevole                                                            | -                                                                     |                                                                       |
| 22-9-1940                                                             | Solna                                                                 | Svezia                                                                | 5 – 0                                                                 | Finlandia                                                             | Amichevole                                                            | -                                                                     |                                                                       |
| 6-10-1940                                                             | Solna                                                                 | Svezia                                                                | 1 – 1                                                                 | Danimarca                                                             | Amichevole                                                            | -                                                                     |                                                                       |
| 20-10-1940                                                            | Copenaghen                                                            | Danimarca                                                             | 3 – 3                                                                 | Svezia                                                                | Amichevole                                                            | -                                                                     |                                                                       |
| 14-9-1941                                                             | Solna                                                                 | Svezia                                                                | 2 – 2                                                                 | Danimarca                                                             | Amichevole                                                            | -                                                                     |                                                                       |
| 5-10-1941                                                             | Solna                                                                 | Svezia                                                                | 4 – 2                                                                 | Germania                                                              | Amichevole                                                            | -                                                                     |                                                                       |
| 19-10-1941                                                            | Copenaghen                                                            | Danimarca                                                             | 2 – 1                                                                 | Svezia                                                                | Amichevole                                                            | -                                                                     |                                                                       |
| 28-6-1942                                                             | Copenaghen                                                            | Danimarca                                                             | 0 – 3                                                                 | Svezia                                                                | Amichevole                                                            | -                                                                     |                                                                       |
| 20-9-1942                                                             | Berlino                                                               | Germania                                                              | 2 – 3                                                                 | Svezia                                                                | Amichevole                                                            | -                                                                     |                                                                       |
| 4-10-1942                                                             | Solna                                                                 | Svezia                                                                | 2 – 1                                                                 | Danimarca                                                             | Amichevole                                                            | -                                                                     |                                                                       |
| 15-11-1942                                                            | Zurigo                                                                | Svizzera                                                              | 3 – 1                                                                 | Svezia                                                                | Amichevole                                                            | -                                                                     |                                                                       |
| 12-9-1943                                                             | Solna                                                                 | Svezia                                                                | 2 – 3                                                                 | Ungheria                                                              | Amichevole                                                            | -                                                                     |                                                                       |
| 7-11-1943                                                             | Budapest                                                              | Ungheria                                                              | 2 – 7                                                                 | Svezia                                                                | Amichevole                                                            | -                                                                     |                                                                       |
| 24-6-1945                                                             | Solna                                                                 | Svezia                                                                | 2 – 1                                                                 | Danimarca                                                             | Amichevole                                                            | -                                                                     |                                                                       |
| 1-7-1945                                                              | Copenaghen                                                            | Danimarca                                                             | 3 – 4                                                                 | Svezia                                                                | Amichevole                                                            | -                                                                     |                                                                       |
| 26-8-1945                                                             | Göteborg                                                              | Svezia                                                                | 7 – 2                                                                 | Finlandia                                                             | Amichevole                                                            | -                                                                     |                                                                       |
| 30-9-1945                                                             | Solna                                                                 | Svezia                                                                | 4 – 1                                                                 | Danimarca                                                             | Amichevole                                                            | -                                                                     |                                                                       |
| 21-10-1945                                                            | Solna                                                                 | Svezia                                                                | 10 – 0                                                                | Norvegia                                                              | Amichevole                                                            | -                                                                     |                                                                       |
| 25-11-1945                                                            | Ginevra                                                               | Svizzera                                                              | 3 – 0                                                                 | Svezia                                                                | Amichevole                                                            | -                                                                     |                                                                       |
| 23-6-1946                                                             | Copenaghen                                                            | Danimarca                                                             | 3 – 1                                                                 | Svezia                                                                | Amichevole                                                            | -                                                                     |                                                                       |
| 7-7-1946                                                              | Solna                                                                 | Svezia                                                                | 7 – 2                                                                 | Svizzera                                                              | Amichevole                                                            | -                                                                     |                                                                       |
| 15-9-1946                                                             | Aker                                                                  | Norvegia                                                              | 0 – 3                                                                 | Svezia                                                                | Amichevole                                                            | -                                                                     |                                                                       |
| 6-10-1946                                                             | Göteborg                                                              | Svezia                                                                | 3 – 3                                                                 | Danimarca                                                             | Amichevole                                                            | -                                                                     |                                                                       |
| 15-6-1947                                                             | Copenaghen                                                            | Danimarca                                                             | 1 – 4                                                                 | Svezia                                                                | Campionato nordico di calcio                                          | -                                                                     |                                                                       |
| 26-6-1947                                                             | Solna                                                                 | Svezia                                                                | 6 – 1                                                                 | Danimarca                                                             | Amichevole                                                            | -                                                                     |                                                                       |
| 28-6-1947                                                             | Helsinki                                                              | Norvegia                                                              | 1 – 5                                                                 | Svezia                                                                | Amichevole                                                            | -                                                                     |                                                                       |
| 24-8-1947                                                             | Borås                                                                 | Svezia                                                                | 7 – 0                                                                 | Finlandia                                                             | Campionato nordico di calcio                                          | -                                                                     |                                                                       |
| 14-9-1947                                                             | Solna                                                                 | Svezia                                                                | 5 – 4                                                                 | Polonia                                                               | Amichevole                                                            | -                                                                     |                                                                       |
| 5-10-1947                                                             | Solna                                                                 | Svezia                                                                | 4 – 1                                                                 | Norvegia                                                              | Campionato nordico di calcio                                          | -                                                                     |                                                                       |
| Totale                                                                |                                                                       | Presenze                                                              | 34                                                                    |                                                                       | Reti                                                                  | 0                                                                     |                                                                       |

## Palmarès

### Club
- Coppa di Svezia: 2

AIK: 1949, 1950

### Nazionale
- Campionato nordico di calcio: 1

1937-1947